# IC 2216
IC 2216 — галактика типу *2 (подвійна зірка) у сузір'ї Малий Пес.
Цей об'єкт міститься в оригінальній редакції індексного каталогу.